# FESCO Transportation Group
Die FESCO Transportation Group der Far East Shipping Company (FESCO) (auch FESCO Logistic Group) ist eines der größten intermodalen russischen Transportunternehmen. Der Hauptsitz der FESCO-Gruppe ist Moskau. Die Unternehmensgruppe betreibt als Reederei neben Container- und Mehrzweckschiffen auch vier Eisbrecher. Sie bietet Dienstleistungen in Häfen, als Reederei, auf der Schiene und Speditionsdienste an. Ihre Arbeitsschwerpunkte liegen im Fernen Osten Russlands.

## Geschäftsfelder
FESCO betreibt verschiedene Vertriebsbüros in Europa und Asien und ist in verschiedenen Ländern auf den beiden Kontinenten auch über Agenturen vertreten. Kerngesellschaft der FESCO Group ist die FESCO Shipping Company. FESCO ist Russlands führende Containerreederei und bietet sowohl Dienste von Russland in asiatische Häfen an, wie auch Küstenschifffahrt und Transporte per Bahn.
Der Handelshafen von Wladiwostok wird von FESCO betrieben. Die 100-prozentige FESCO-Tochter Transgarant und Russkaja Troika (50 % Joint Venture mit der staatlichen russischen Eisenbahn Rossijskije schelesnyje dorogi). 2011 gründeten die Bremer BLG Group und FESCO ein Joint Venture für Logistik der russischen Automobilindustrie. In Kooperation mit JSC Sea Port sollen in St. Petersburg Autos umgeschlagen werden.

## Schiffe
FESCO betreibt eine Flotte von rund 20 Schiffen, darunter die Vasiliy Golovnin und die Admiral Makarov.